# Porte de Versailles (stanice metra v Paříži)
Porte de Versailles je nepřestupní stanice pařížského metra na lince 12 v 15. obvodu v Paříži. Nachází se pod náměstím Place de la Porte de Versailles, kde se kříží Avenue Ernest Renan, Boulevard Victor, Boulevard Lefebvre a Rue de Vaugirard.

## Historie

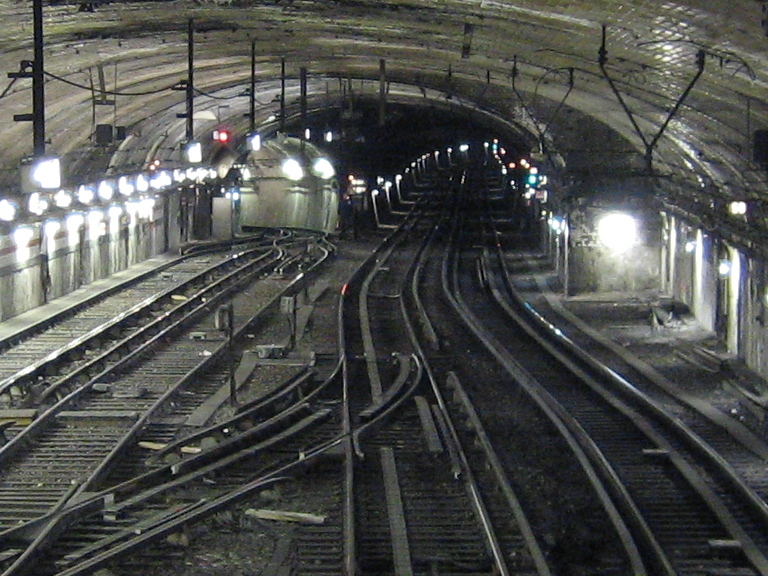
Pohled do prostoru bývalé stanice

Stanice byla otevřena 5. listopadu 1910 jako konečná stanice prvního úseku linky A, kterou provozovala společnost Compagnie Nord-Sud, a která vedla ze stanice Notre-Dame-de-Lorette. Po jejím sloučení se společností Compagnie du Métropolitain de Paris obdržela linka v roce 1930 číslo 12. Dne 24. března 1934 byla linka rozšířena jižně za hranice Paříže do stanice Mairie d'Issy.
Kvůli tomuto rozšíření bylo nutné stanici přestavět, takže současná nástupiště nejsou původní. Byla přeložena asi o 100 metrů jižním směrem již v roce 1930 při přípravách na prodloužení linky. Nástupiště bývalé stanice byla odstraněna a místo nich byly položeny další koleje, takže prostor bývalé stanice slouží jako depo. Pouze dlaždice na stropě depa jsou posledními pozůstatky původní stanice.
16. prosince 2006 byl umožněn přestup na tramvajovou linku T3.

## Budoucnost
21. listopadu 2009 sem bude prodloužena tramvajová linka T2 z města Issy-les-Moulineaux, čímž dojde k přímému spojení se stanicí La Défense.

## Nehody
23. dubna 1930 vlak jedoucí na sever stál na červenou mezi stanicemi Porte de Versailles a Convention a zezadu do něj v plné rychlosti narazil další vlak, jehož strojvůdce přehlédl znamení k zastavení. Při nehodě zemřeli dva lidé a mnoho dalších bylo zraněno.
Druhá nehoda se stala 10. ledna 1963, kdy došlo ke kolizi vlaků, při níž bylo zraněno 40 cestujících.

## Název
Jméno stanice je odvozeno od názvu staré brány („la porte“ = brána), kterou vedla cesta z Paříže do města Versailles.
Na informačních tabulích je oficiální název stanice doplněn ještě podnázvem psaným malým písmem: Parc des Expositions de Paris podle pařížského výstaviště.